# Flums
Ne doit pas être confondu avec Flims.
Flums est une commune suisse du canton de Saint-Gall, située dans la circonscription électorale de Sarganserland.

## Démographie
| 1739  | 1850  | 1900  | 1950  | 1970  | 2000  |
| ----- | ----- | ----- | ----- | ----- | ----- |
| 1 864 | 2 577 | 3 567 | 4 833 | 4 474 | 4 882 |

## Monuments
Les ruines du château de Gräpplang, la chapelle de Saint-Jacob et l'église de Saint-Juste sont tous trois référencés comme biens culturels d'importance nationale.

## Galerie

Photo aérienne prise à 400 m par Walter Mittelholzer (1919).
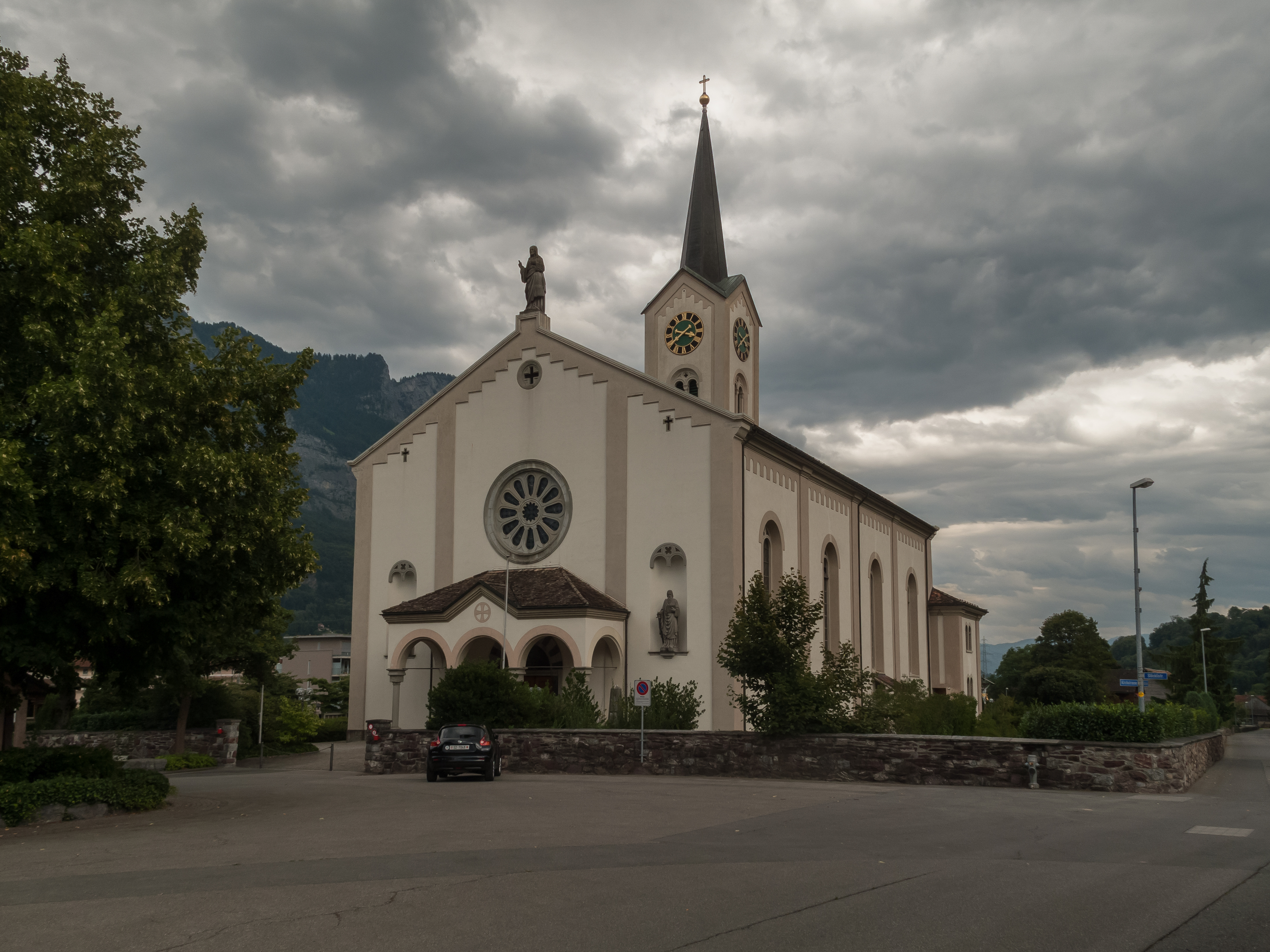
Flums, église : katholische Kirche Sankt Laurentius.
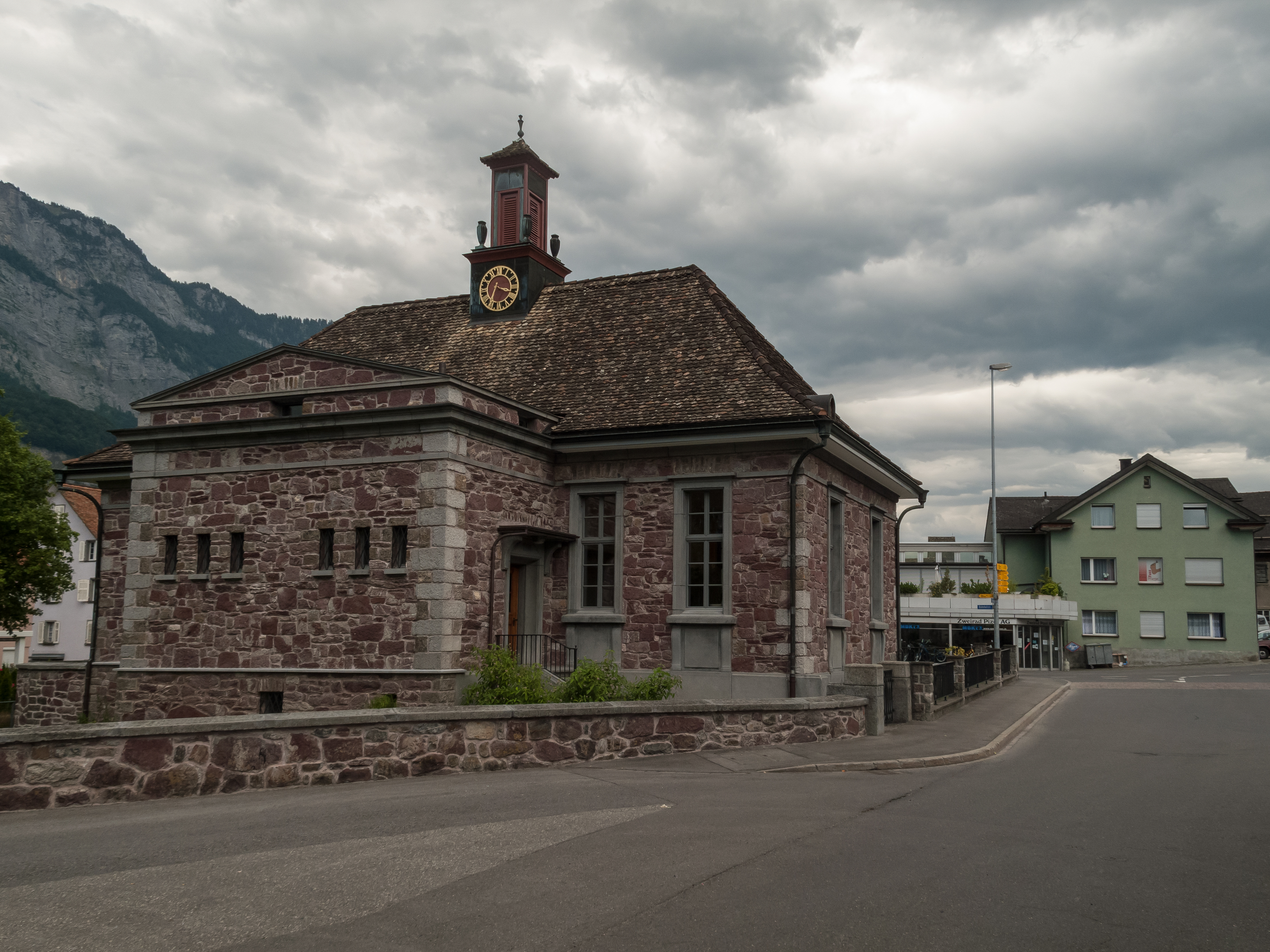
Flums, bâtiment monumental.
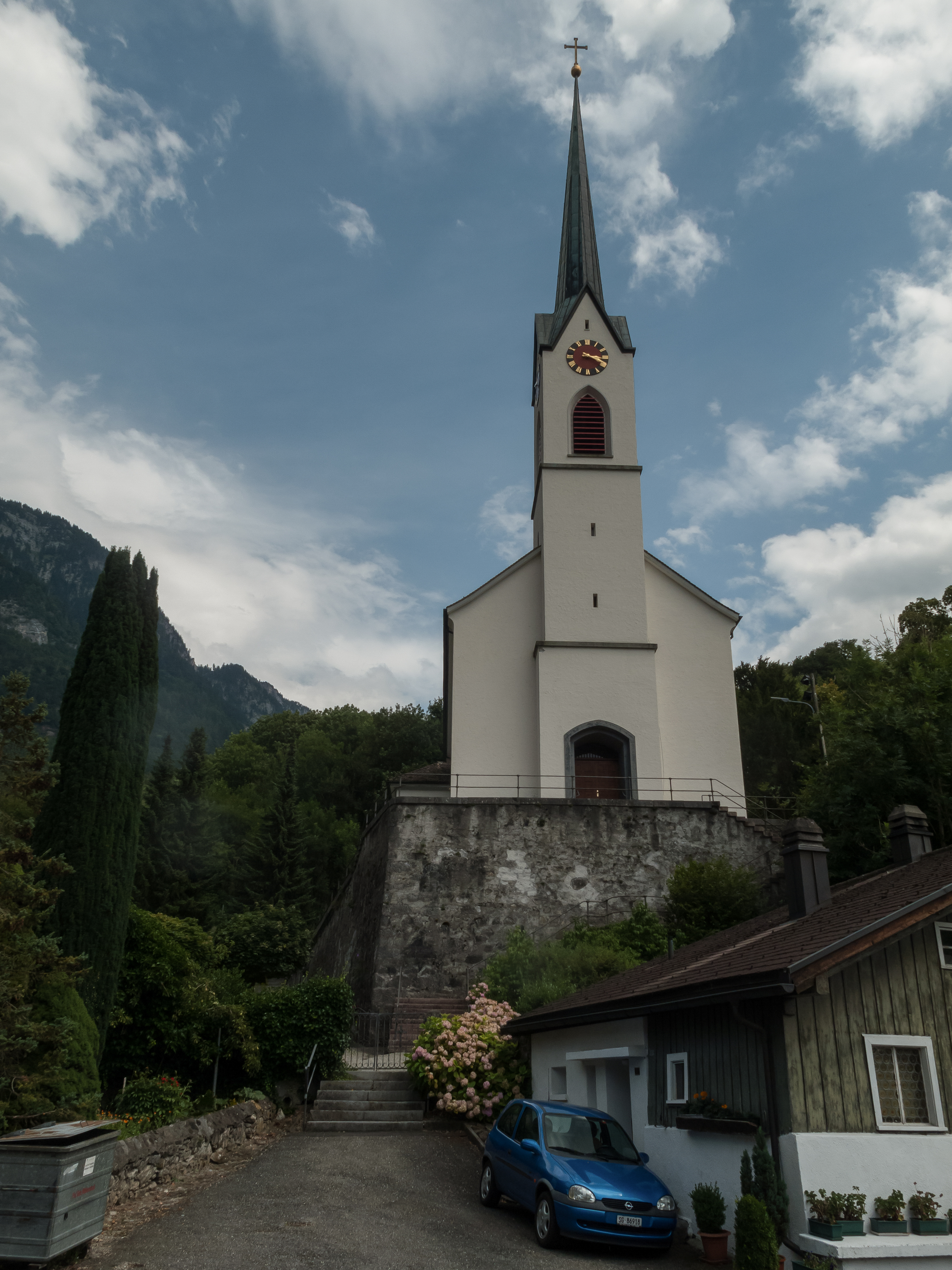
Berschis, chapelle : die Sankt Georgskapelle.